# Karl Aagaard Østvig
Karl Aagaard Østvig, född 17 maj 1889 i Kristiania, död där 21 juli 1968, var en norsk sångare (tenor).
Karl Aagaard Østvig debuterade i Stuttgart 1914 och var 1914–1919 knuten till operan i samma stad. Åren 1919–1923 var han engagerad vid Operan i Wien. Han var den förste Kejsaren i Richard Strauss Die Frau ohne Schatten  vid uruppförandet i Wien 1919. Han hade mindre roller i Walter Fyrsts filmer Unge viljer (1943) och Villmarkens lov (1944).
Från 1932 verkade han som sångpedagog i Oslo. Han gick med i Nasjonal Samling 1940 och var medlem till andra världskrigets slut. Åren 1943–1945 verkade han som programdirektör för NRK, tillsatt av Nasjonal Samling. Hans son, skådespelaren Karl Aagaard Østvig jr., verkade som SS-Untersturmführer under andra världskriget och dog i strid i Modlin, nordväst om Warszawa, 1944.

## Filmografi
- 1943 – Unge viljer
- 1944 – Villmarkens lov